# Xylolocha garlepparia
Xylolocha garlepparia là một loài bướm đêm trong họ Geometridae.